# ハンス・カール・フォン・ディービッチュ
 ハンス・カール・フリードリヒ・アントン・グラーフ・フォン・ディービッチュ・ザバルカンスキー （ ロシア語: Ива́н Ива́нович Ди́бич-Забалка́нский、 Iván Ivánovič Díbič-Zabalkánskij; 1785年5月13日– 1831年6月10日）は、ドイツ出身のロシア帝国の元帥である。 

## 経歴
ディービッチュはベルリンの士官学校で教育を受けたが、フリードリヒ2世の副官だった彼の父たっての望みによって、彼は1801年にロシアへ渡った。ディービッチュは第三次対仏大同盟に参加し、 アウステルリッツやアイラウにフリートラントといった戦場を転戦した。そしてフリートラントの戦いを終えた後、彼は大佐に昇進した。
1807年にティルジットの和約が締結された後、彼は第一線を退き軍事学を研究しつつ、5年後に勃発した1812年ロシア戦役において再び軍務に復帰した。 彼はヴィトゲンシュタイン将軍の下でポロツクの戦いに参加、直後少将に昇進した。 ロシア戦役の後半で、 ヨルク・フォン・ヴァルテンブルク率いるプロイセン軍に対抗するためクラウゼヴィッツと共に、タウログゲン協定の交渉に参加し、1813年ドイツ戦役の際にヨルク将軍の元で戦った 。
リュッツェンの戦いの後、彼はシレジアに赴き、 ライヒェンバッハ条役の交渉に参加しつつ、ドレスデンの戦いとライプツィヒの戦いを経て中将に昇進した。 1814年に、彼は連合軍によるパリ進軍を推し進め、そしてパリを攻略した後、 彼はアレクサンドル1世によってその功績を称え聖アレクサンドル・ネフスキー勲章を授与された。
1815年に彼はウィーン会議に出席し、その後皇帝アレクサンドル1世の副官となり、皇帝アレクサンドル1世とその皇太子ニコライ1世に彼は大きく影響力を与え、後にニコライ1世によって彼は男爵に陞爵され、後に伯爵となった。 1820年に彼は参謀長に就任し、1825年に発生したデカブリストの反乱を鎮圧した。
彼の最大の功績は露土戦争にあり、暫く小競り合いがあった後、アドリアノープルの戦いでロシア軍を指揮し勝利に導いた。これにより、彼は元帥に任命され、バルカン半島においての功績からザバルカンスキーと呼ばれるようになった。
1830年に彼はポーランドで発生した11月蜂起を鎮圧するよう命令され、すぐさま軍を率いて当地に向かった。 2月25日に発生したグロコフの戦いの後、5月26日にオストロウォカの戦いで勝利を得たが、その後病に倒れ、1831年6月10日にプウォツク近郊のクレシェボで死去した。